# Román Ribera Cirera
Román Ribera Cirera (Barcelona, 1849-Barcelona, 1935) fue un pintor español especializado en escenas de género.

## Biografía
Nacido en 1849 en Barcelona, se formó en la Escuela de Artes y Oficios de Barcelona y en la Academia de Pere Borrell. En 1873 viajó a Roma, donde permaneció durante tres años perfeccionando su técnica de dibujo y pintura en el Círculo Internacional de Bellas Artes. Allí tuvo contacto con Mariano Fortuny, observándose gran influencia de éste principalmente en el carácter preciosista de sus primeras obras.
Una vez formado, y atraído por el ambiente de París, se trasladó a esa ciudad en 1877, presentando su obra, con magnífica acogida, en la Exposición Universal de 1878. Su técnica realista llamó la atención del marchante Goupil, quien adquirió los derechos de producción de su obra y le promocionó en los mercados internacionales.
Hacia 1889 retornó a España, estableciéndose definitivamente en Barcelona y exponiendo fundamentalmente en la Sala Parés y, más frecuentemente, en la Sala Rovira. En 1902 fue elegido académico de Bellas Artes en esa ciudad, entrando a formar parte de la Junta de Museos. Falleció en 1935 en su ciudad natal.

## Obra y estilo
La obra de Román Ribera se caracteriza por la precisión en el dibujo y el cuidado en la aplicación del color, con una luz tamizada con la que consigue envolver los ambientes dentro de una atmósfera siempre cálida y elegante.

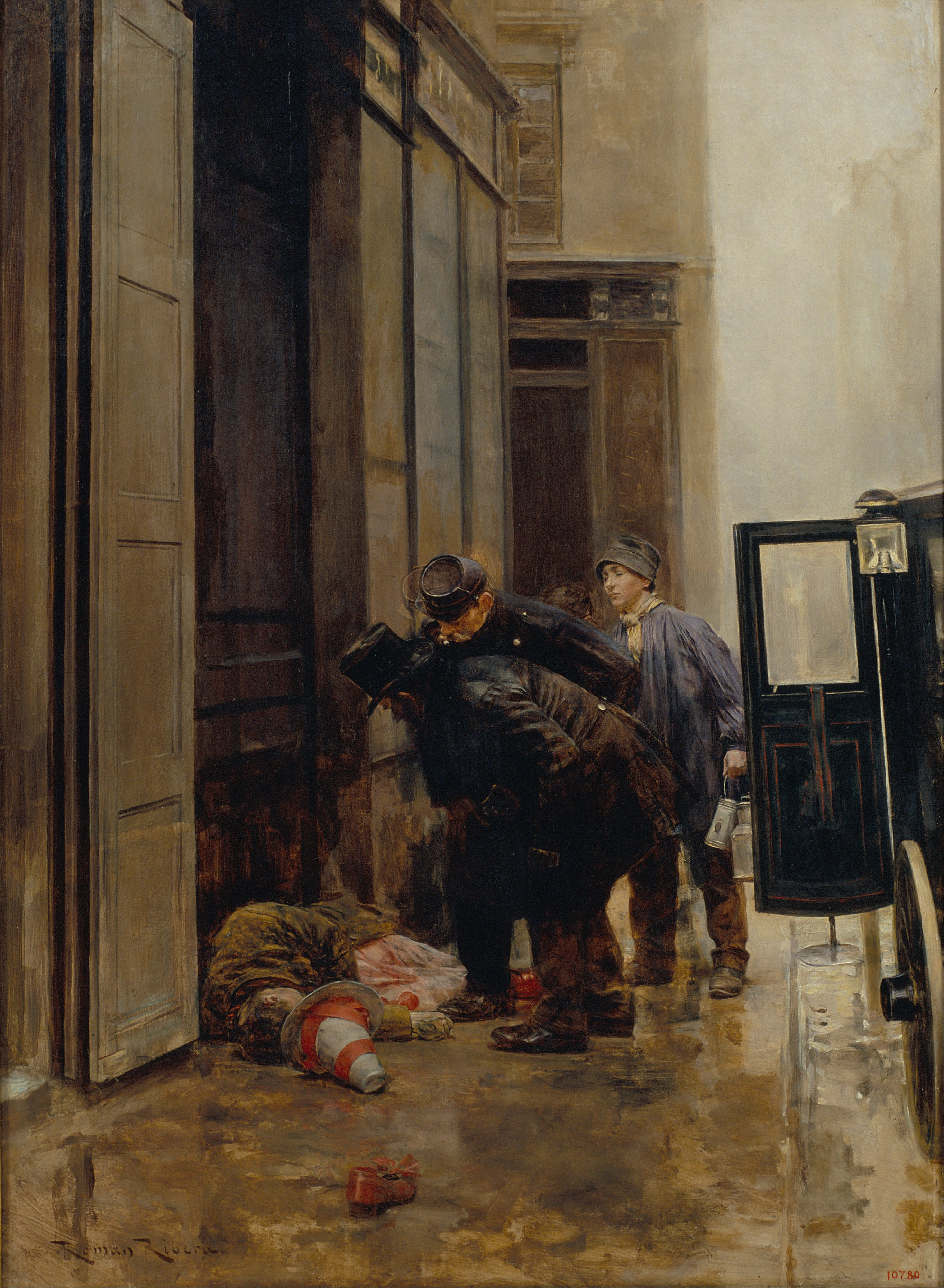
Epílogo de un baile de máscaras (c. 1891)
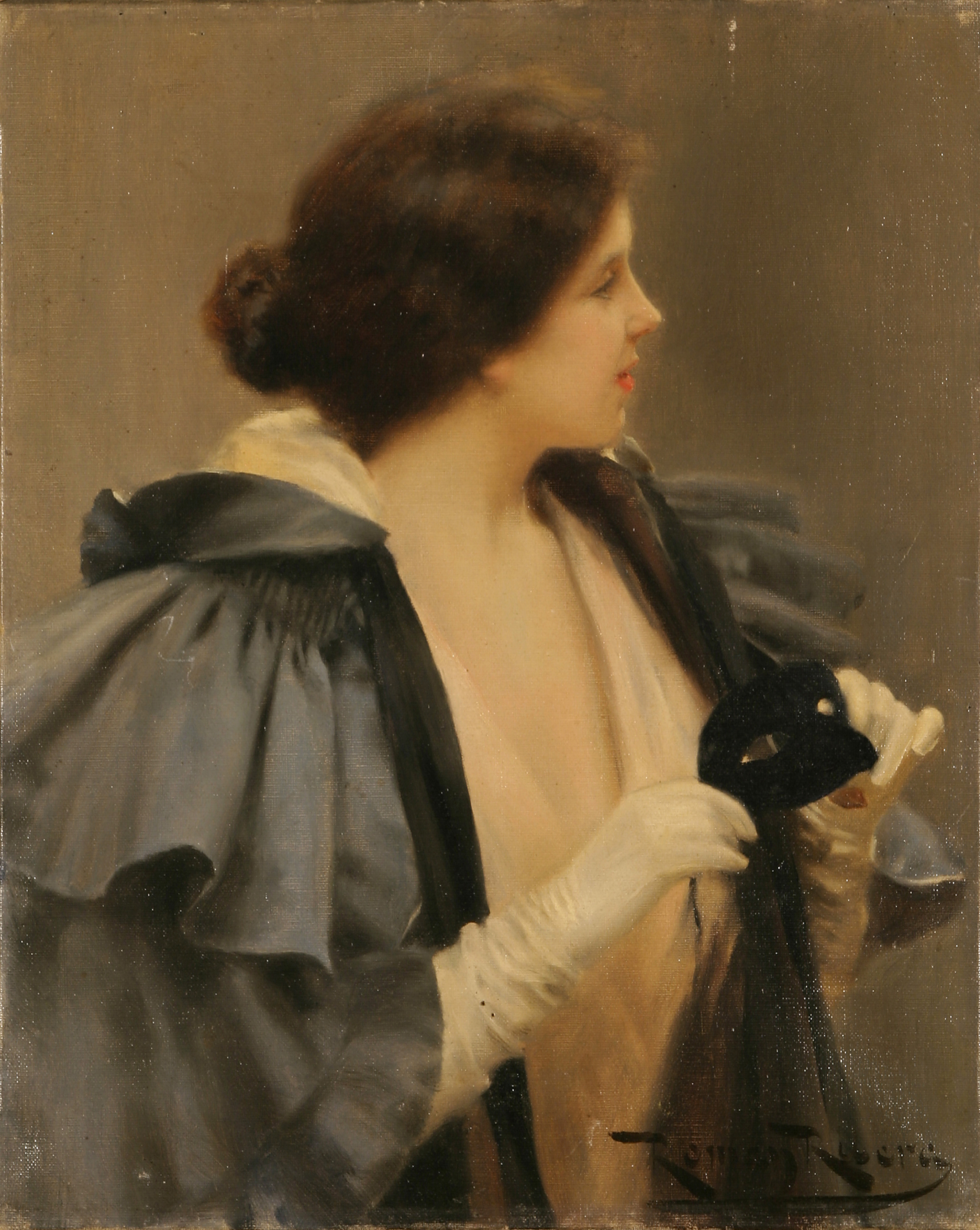
Mujer con antifaz (1892)
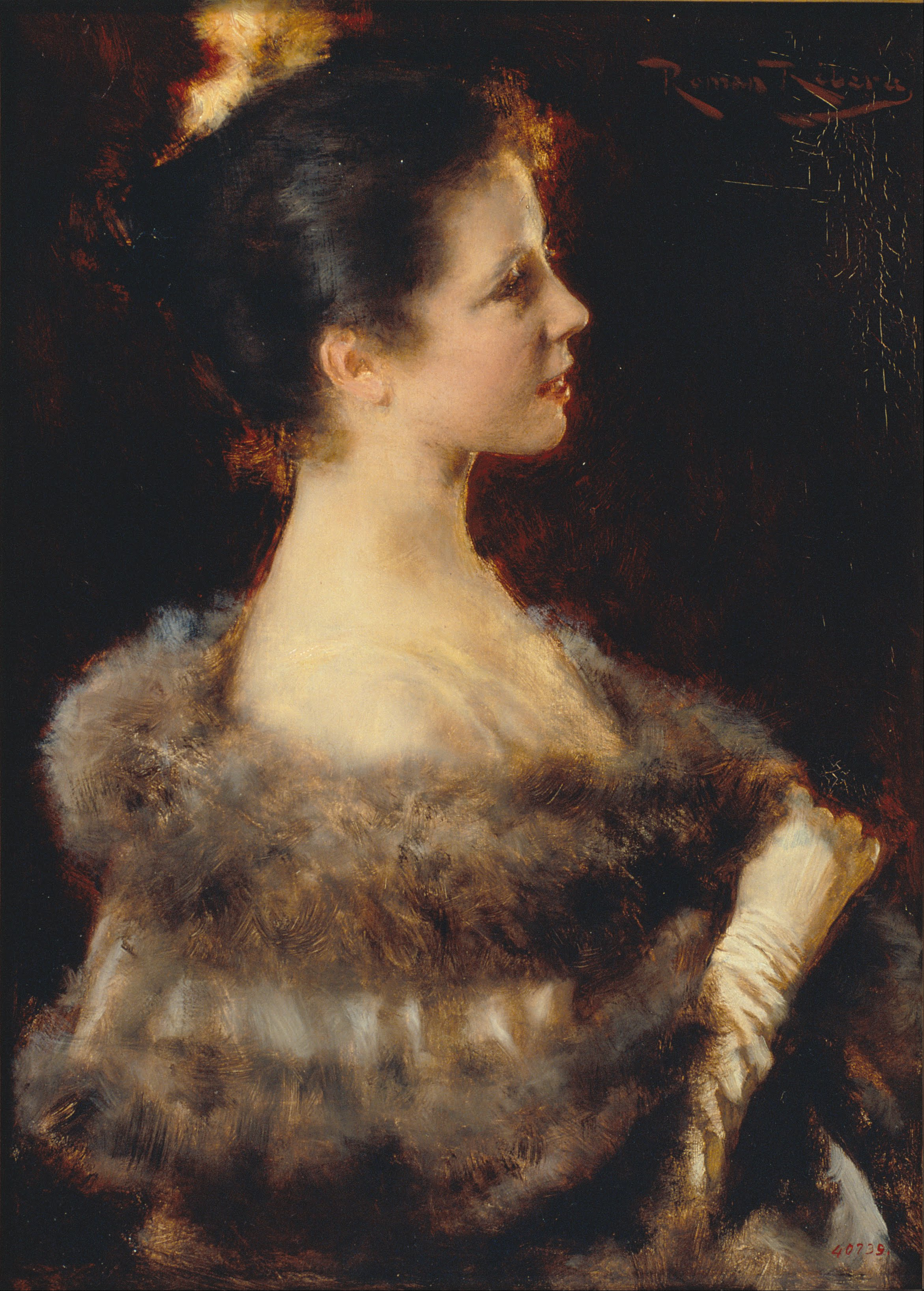
Dama con traje de noche (1893)
Salida del baile  (c.1894)
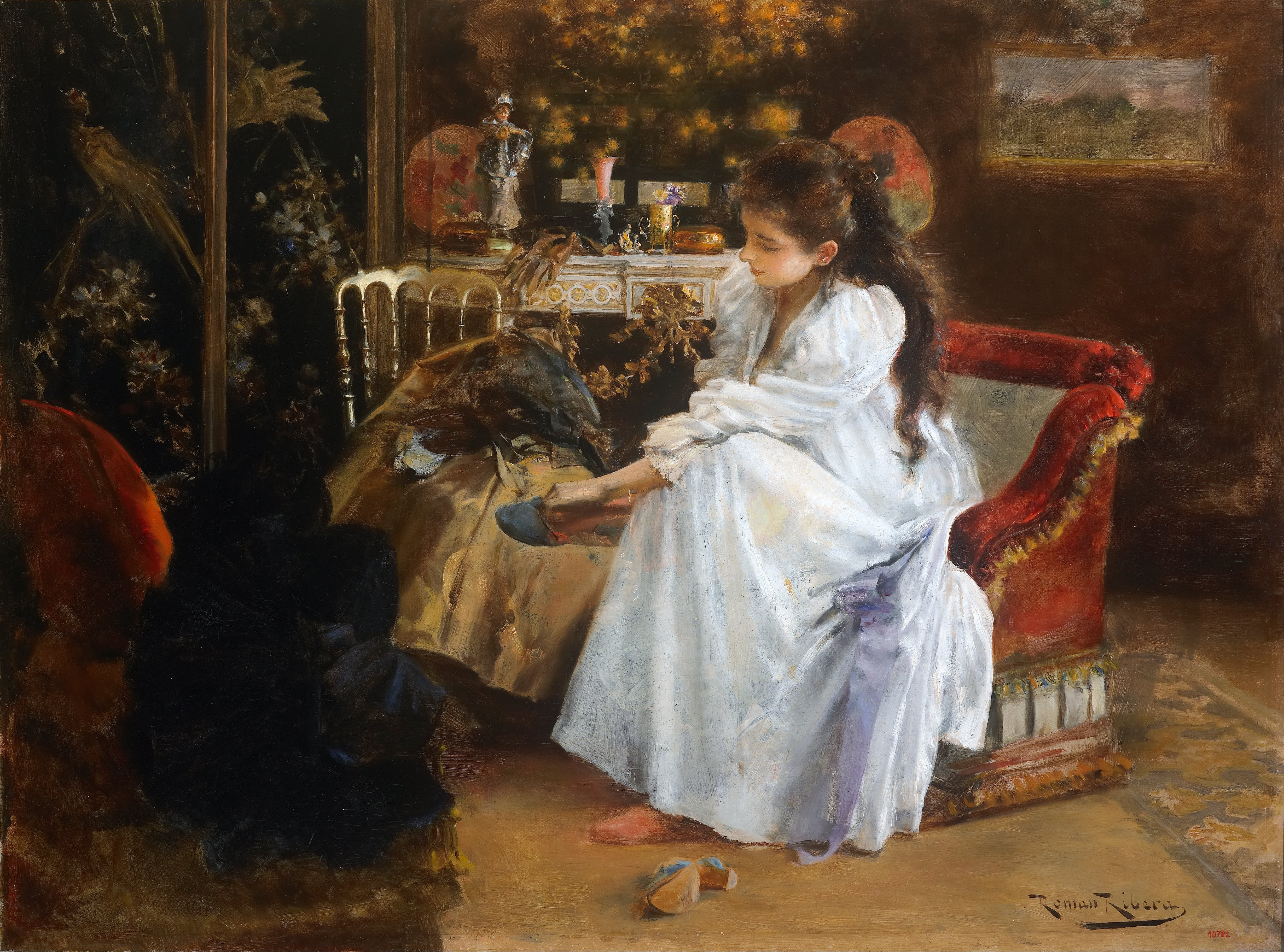
De soirée (c. 1894)
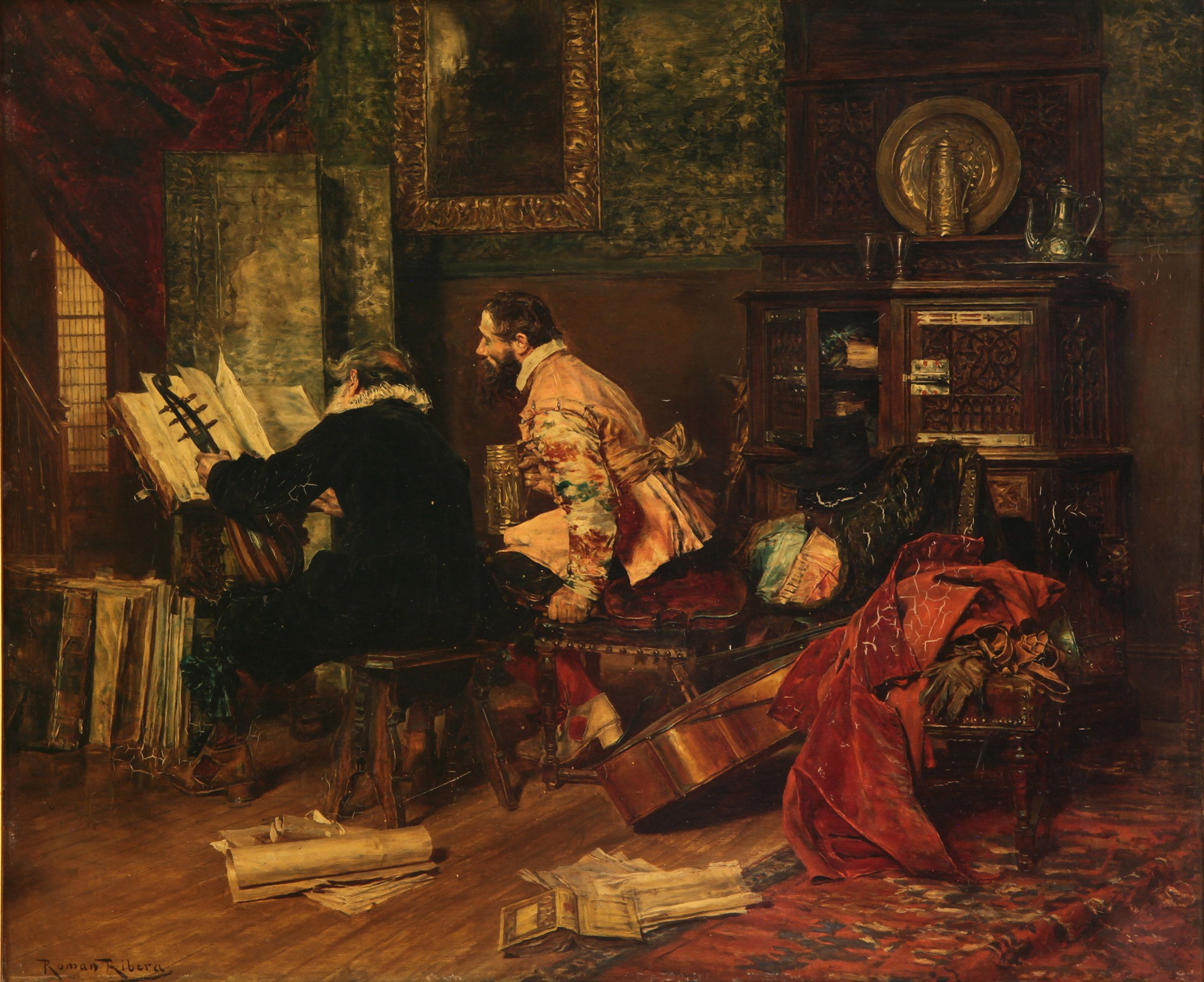
Músicos (1897)